# Parhelio de Liljequist
Un parhelio de Liljequist es un tipo de halo poco común. Aparece en forma de un punto brillante en el círculo parhélico a aproximadamente 150–160° del Sol; es decir, entre la posición del parhelio de 120° y el antélion.
Cuando el Sol está en el horizonte, un parhelio de Liljequist aparece a unos 160° de distancia y se extiende aproximadamente 10°. A medida que el Sol asciende hasta los 30° sobre el horizonte, este fenómeno se desplaza lentamente hacia los 150°, desapareciendo cuando el Sol supera esta altura.Al igual que el parhelio de 120°, se forma cuando los rayos de luz atraviesan cristales de hielo en forma de placas orientadas horizontalmente, presentando un característico color blanco azulado.
El parhelio de Liljequist fue observado por primera vez en 1951 por Gösta Hjalmar Liljequist en Maudheim, Antártida, durante la Expedición Antártica noruego-británica-sueca que tuvo lugar entre 1949 y 1952. Años más tarde, en 1987, el fenómeno fue simulado en laboratorio por el Dr. Eberhard Tränkle (1937-1997) y Robert Greenler, y su explicación teórica fue desarrollada por Walter Tape en 1994.
Un estudio teórico y experimentalsobre el parhelio de Liljequist, provocado por cristales de hielo con forma de placas hexagonales perfectas, reveló que la posición azimutal de máxima intensidad se presenta en
{\displaystyle \theta _{{\rm {L}}1}=2\arccos \left(n\sin \left({\frac {\pi }{3}}-\alpha _{\rm {TIR}}\right)\right)} ,
donde el índice de refracción {\displaystyle n} que se debe usar para calcular el ángulo crítico de reflexión interna total  {\displaystyle \alpha _{\rm {TIR}}=\arcsin(1/n)} en este contexto es el índice de Bravais para rayos inclinados. Este índice se define como:{\displaystyle n(e)={\sqrt {n^{2}-\sin \left(e\right)^{2}}}/\cos \left(e\right)} para una elevación solar {\displaystyle e} . Para el hielo a elevación solar cero, este ángulo es {\displaystyle \theta _{{\rm {L}}1}\approx 153^{\circ }} . Debido a la dispersión característica del hielo, este ángulo varía ligeramente, creando un tono azulado o cian cerca de esta posición azimutal. El arco se extiende hacia el antelio, terminando en un ángulo máximo definido como {\displaystyle \theta _{{\rm {L}}2}^{\rm {max}}}
{\displaystyle \theta _{{\rm {L}}2}^{\rm {max}}={\frac {5\pi }{6}}+\arcsin \left(n\sin \left({\frac {\pi }{3}}-\alpha _{\rm {TIR}}\right)\right)} .